# Musiri
Musiri è una suddivisione dell'India, classificata come town panchayat, di 27.886 abitanti, situata nel distretto di Tiruchirappalli, nello stato federato del Tamil Nadu. In base al numero di abitanti la città rientra nella classe III (da 20.000 a 49.999 persone).

## Geografia fisica
La città è situata a 10° 55' 60 N e 78° 27' 0 E e ha un'altitudine di 81 m s.l.m..

## Società

### Evoluzione demografica
Al censimento del 2001 la popolazione di Musiri assommava a 27.886 persone, delle quali 13.821 maschi e 14.065 femmine. I bambini di età inferiore o uguale ai sei anni assommavano a 2.941, dei quali 1.486 maschi e 1.455 femmine. Infine, coloro che erano in grado di saper almeno leggere e scrivere erano 20.839, dei quali 11.111 maschi e 9.728 femmine.